# 젤레노고르스크 (상트페테르부르크)

젤레노고르스크의 위치

젤레노고르스크(러시아어: Зеленого́рск, 핀란드어: Terijoki 테리요키[*])는 러시아 상트페테르부르크 관할 하에 있는 도시로, 인구는 12,074명(2002년 기준)이다. 상트페테르부르크 도심 북서부에 위치하며 남쪽으로는 핀란드만과 접한다.
이 곳은 원래 핀란드에 속해 있었지만 겨울 전쟁과 계속 전쟁 때 핀란드와 소비에트 연방 사이에 쟁탈전이 벌어졌다. 1944년 소비에트 연방에 편입되었고 한때 핀란드 민주 공화국의 수도이기도 했다. 1948년 지금과 같은 이름으로 변경되었다.